# Organizovaná zločinecká skupina
Organizovaná zločinecká skupina, dříve označovaná jako zločinné spolčení, je společenství více osob zaměřené na páchání soustavné úmyslné trestné činnosti – organizovaného zločinu. Je relativně stabilně organizována, uvnitř ní jsou přesně rozděleny jednotlivé funkce a vytvořena dělba činnosti, kterou se snaží navenek tajit. Typickými příklady takových skupin je např. italská Mafie a z ní odvozená americká Cosa nostra nebo japonská Jakuza.
V českém právu je organizovaná zločinecká skupina definována v ustanovení § 129 trestního zákoníku a už jen účast v ní je zvláštním trestným činem (§ 361 TrZ). To se odlišuje od přitěžující okolnosti členství v pouze organizované skupině, např. kapsářů, jejíž činnost je sice do jisté míry koordinovaná, ale nenaplňuje všechny zákonné znaky, aby šlo o skutečnou organizovanou zločineckou skupinu. Nestačí jen dělba konkrétních úkolů, musí to být trvalejší společenství více osob s vnitřní organizační strukturou, s jasným rozdělením funkcí ve vztazích nadřízenosti a podřízenosti a s dělbou činností, která je zaměřena na soustavné páchání úmyslné trestné činnosti. Zpravidla jde o obchod s drogami nebo kradenými automobily, organizování prostituce či hazardních her, vymáhání peněz od obchodníků za poskytování „ochrany“ (výpalné) apod. Důležitým se jeví také utajování a dodržovaní vnitřního kodexu organizace. Může přitom jít jak o neformalizované společenství, tak dokonce o nějaký druh právem upravené právnické osoby. Ačkoli cílem zločinného spolčení bývá především finanční zisk, není vyloučeno, aby byla založena i kvůli jiným účelům a trestnou činnost provozovala jen jako prostředek pro jejich dosažení (např. teroristé).
Ustanovení § 107 a 108 trestního zákoníku obsahují speciální ustanovení o pachatelích trestných činů spáchaných ve prospěch organizované zločinecké skupiny. Horní hranice trestní sazby odnětí svobody se u takových pachatelů zvyšuje o třetinu, avšak nesmí převyšovat 30 let, a trest musí být uložen v horní polovině takto stanovené sazby, pokud nejsou splněny podmínky pro mimořádné snížení trestu. Být spolupracujícím obviněným je pro spolupachatele takové skupiny naopak polehčující okolností. Podle § 361 je trestná účast na organizované zločinecké skupině, a to její založení, účast na její činnosti i její podpora. Beztrestný je přitom podle § 362 policejní agent, který se do skupiny infiltroval, pokud skupinu sám nezaložil nebo nezosnoval.